# Karlsruher Sport-Club Mühlburg-Phönix 2008-2009
Questa voce raccoglie le informazioni riguardanti il Karlsruher Sport-Club Mühlburg-Phönix nelle competizioni ufficiali della stagione 2008-2009.

## Stagione
Nella stagione 2008-2009 il Karlsruhe, allenato da Edmund Becker, concluse il campionato di Bundesliga al 17º posto e retrocesse in 2. Bundesliga. In Coppa di Germania il Karlsruhe fu eliminato agli ottavi di finale dal Wehen Wiesbaden.

## Rosa
| N. |                     | Ruolo | Calciatore              |
| -- | ------------------- | ----- | ----------------------- |
| 14 | Francia (bandiera)  | P     | Jean-François Kornetzky |
| 1  | Germania (bandiera) | P     | Markus Miller           |
| 29 | Germania (bandiera) | P     | Thomas Unger            |
| 19 | Germania (bandiera) | D     | Stefan Buck             |
| 27 | Germania (bandiera) | D     | Stefano Celozzi         |
| 11 | Croazia (bandiera)  | D     | Dino Drpić              |
| 21 | Germania (bandiera) | D     | Christian Eichner       |
| 3  | Germania (bandiera) | D     | Maik Franz              |
| 77 | Germania (bandiera) | D     | Andreas Görlitz         |
| 24 | Germania (bandiera) | D     | Sebastian Langkamp      |
| 5  | Germania (bandiera) | D     | Tim Sebastian           |
| 16 | Germania (bandiera) | D     | Martin Stoll            |
| 4  | Ghana (bandiera)    | C     | Godfried Aduobe         |

| N. |                      | Ruolo | Calciatore           |
| -- | -------------------- | ----- | -------------------- |
| 25 | Brasile (bandiera)   | C     | Antônio da Silva     |
| 6  | Sudafrica (bandiera) | C     | Bradley Carnell      |
| 22 | Germania (bandiera)  | C     | Marco Engelhardt     |
| 26 | Italia (bandiera)    | C     | Giovanni Federico    |
| 13 | Germania (bandiera)  | C     | Michael Mutzel       |
| 10 | Germania (bandiera)  | C     | Massimilian Porcello |
| 8  | Germania (bandiera)  | C     | Timo Staffeldt       |
| 28 | Germania (bandiera)  | C     | Lars Stindl          |
| 18 | Germania (bandiera)  | A     | Sebastian Freis      |
| 20 | Georgia (bandiera)   | A     | Aleksandr Iashvili   |
| 9  | Albania (bandiera)   | A     | Edmond Kapllani      |
| 23 | Turchia (bandiera)   | A     | Mahir Sağlık         |
| 7  | Germania (bandiera)  | A     | Christian Timm       |

## Organigramma societario
Area tecnica
- Allenatore: Edmund Becker
- Allenatore in seconda: Ralf Becker
- Preparatore dei portieri: Peter Gadinger
- Preparatori atletici:

## Risultati

### Bundesliga

#### Girone di andata
| Arbitro: | Weiner |

|             |           |  |
| Eichner 30’ | Marcatori |  |

| Arbitro: | Rafati |

|                                    |           |           |
| Sebastian 33’ (aut.) Mathijsen 90’ | Marcatori | 68’ Freis |

| Arbitro: | Meyer |

|  |           |                        |
|  | Marcatori | 72’ Novakovič 84’ Radu |

| Arbitro: | Gagelmann |

|                                  |           |          |
| Khedira 22’ Gómez 68’ Marica 87’ | Marcatori | 8’ Freis |

| Arbitro: | Sippel |

|                        |           |           |
| Porcello 49’ Freis 75’ | Marcatori | 78’ Costa |

| Arbitro: | Weiner |

|            |           |                        |
| Herzig 86’ | Marcatori | 15’ Porcello 52’ Freis |

| Arbitro: | Meyer |

|  |           |           |
|  | Marcatori | 86’ Klose |

| Arbitro: | Kinhöfer |

|                           |           |           |
| Köhler 83’ Amanatidīs 90’ | Marcatori | 81’ Franz |

| Arbitro: | Aytekin |

|            |           |  |
| Paauwe 51’ | Marcatori |  |

| Arbitro: | Fandel |

|  |           |                                   |
|  | Marcatori | 14’ Bordon 19’ Kurányi 67’ Farfán |

| Arbitro: | Brych |

|                                  |           |           |
| Ibišević 15’, 76’ Obasi 66’, 78’ | Marcatori | 20’ Freis |

| Arbitro: | Perl |

|                                      |           |                                   |
| Silva 37’ Sebastian 60’ Iashvili 76’ | Marcatori | 1’ Helmes 17’ Kießling 24’ Kadlec |

| Arbitro: | Stark |

|           |           |  |
| Jelić 80’ | Marcatori |  |

| Arbitro: | Gagelmann |

|  |           |           |
|  | Marcatori | 20’ Zidan |

| Arbitro: | Kircher |

|                             |           |                             |
| Hanke 12’, 18’ Forssell 44’ | Marcatori | 48’ (rig.) Silva 87’ Stindl |

| Arbitro: | Winkmann |

|          |           |  |
| Buck 83’ | Marcatori |  |

| Arbitro: | Rafati |

|                                                      |           |  |
| Nicu 8’ Domovčijski 74’ Lustenberger 86’ Raffael 89’ | Marcatori |  |

#### Girone di ritorno
| Arbitro: | Sippel |

|                         |           |  |
| Fuchs 27’ Klimowicz 65’ | Marcatori |  |

| Arbitro: | Kinhöfer |

|                             |           |                          |
| Freis 49’, 90’ Federico 53’ | Marcatori | 7’ Guerrero 48’ Benjamin |

| Colonia 14 febbraio 2009, ore 15:30 CET 20ª giornata | Colonia | 0 – 0 referto | Karlsruhe | RheinEnergieStadion (48 000 spett.)\| Arbitro: \| Drees \| |
| Arbitro:                                             | Drees   |               |           |                                                            |

| Arbitro: | Weiner |

|  |           |          |
|  | Marcatori | 54’ Caio |

| Arbitro: | Brych |

|  |           |                       |
|  | Marcatori | 50’ Élson 88’ Khedira |

| Arbitro: | Seemann |

|           |           |  |
| Džeko 38’ | Marcatori |  |

| Arbitro: | Fleischer |

|  |           |            |
|  | Marcatori | 86’ Janjić |

| Arbitro: | Winkmann |

|          |           |  |
| Sosa 34’ | Marcatori |  |

| Karlsruhe 5 aprile 2009, ore 17:00 CEST 26ª giornata | Karlsruhe | 0 – 0 referto | Borussia M'gladbach | Wildparkstadion (29 380 spett.)\| Arbitro: \| Stark \| |
| Arbitro:                                             | Stark     |               |                     |                                                        |

| Arbitro: | Gräfe |

|                        |           |  |
| Kurányi 24’ Farfán 80’ | Marcatori |  |

| Arbitro: | Kinhöfer |

|                        |           |                         |
| Freis 33’ Federico 65’ | Marcatori | 28’ Salihović 48’ Teber |

| Arbitro: | Aytekin |

|  |           |              |
|  | Marcatori | 72’ Langkamp |

| Karlsruhe 2 maggio 2009, ore 15:30 CEST 30ª giornata | Karlsruhe | 0 – 0 referto | Energie Cottbus | Wildparkstadion (27 311 spett.)\| Arbitro: \| Winkmann \| |
| Arbitro:                                             | Winkmann  |               |                 |                                                           |

| Arbitro: | Stark |

|                                                   |           |  |
| Błaszczykowski 25’ Şahin 62’ Santana 71’ Frei 81’ | Marcatori |  |

| Arbitro: | Gräfe |

|                         |           |                                     |
| Iashvili 10’ Stindl 33’ | Marcatori | 42’ Pinto 45’ Forssell 64’ Balitsch |

| Arbitro: | Kempter |

|             |           |                              |
| Almeida 73’ | Marcatori | 28’, 39’ Stindl 55’ Iashvili |

| Arbitro: | Weiner |

|                                      |           |  |
| Freis 33’ Franz 40’ Kennedy 62’, 72’ | Marcatori |  |

### Coppa di Germania
| Arbitro: | Steuer |

|  |           |                                                                   |
|  | Marcatori | 12’ Silva 15’ Freis 37’ (rig.) Iashvili 55’ Kapllani 76’ Porcello |

| Arbitro: | Seemann |

|  |           |                           |
|  | Marcatori | 45’ Iashvili 58’ Porcello |

| Arbitro: | Kircher |

|  |           |           |
|  | Marcatori | 73’ König |

## Statistiche

### Statistiche di squadra
| Competizione      | Punti | In casa | In casa | In casa | In casa | In casa | In casa | In trasferta | In trasferta | In trasferta | In trasferta | In trasferta | In trasferta | Totale | Totale | Totale | Totale | Totale | Totale | DR  |
| Competizione      | Punti | G       | V       | N       | P       | Gf      | Gs      | G            | V            | N            | P            | Gf           | Gs           | G      | V      | N      | P      | Gf     | Gs     | DR  |
| ----------------- | ----- | ------- | ------- | ------- | ------- | ------- | ------- | ------------ | ------------ | ------------ | ------------ | ------------ | ------------ | ------ | ------ | ------ | ------ | ------ | ------ | --- |
| Bundesliga        | 29    | 17      | 5       | 4       | 8       | 18      | 22      | 17           | 3            | 1            | 13           | 12           | 32           | 34     | 8      | 5      | 21     | 30     | 54     | -24 |
| Coppa di Germania | -     | 1       | 0       | 0       | 1       | 0       | 1       | 2            | 2            | 0            | 0            | 7            | 0            | 3      | 2      | 0      | 1      | 7      | 1      | +6  |
| Totale            | -     | 18      | 5       | 4       | 9       | 18      | 23      | 19           | 5            | 1            | 13           | 19           | 32           | 37     | 10     | 5      | 22     | 37     | 55     | -18 |

### Andamento in campionato
| Giornata  | 1 | 2 | 3  | 4  | 5  | 6  | 7  | 8  | 9  | 10 | 11 | 12 | 13 | 14 | 15 | 16 | 17 | 18 | 19 | 20 | 21 | 22 | 23 | 24 | 25 | 26 | 27 | 28 | 29 | 30 | 31 | 32 | 33 | 34 |
| --------- | - | - | -- | -- | -- | -- | -- | -- | -- | -- | -- | -- | -- | -- | -- | -- | -- | -- | -- | -- | -- | -- | -- | -- | -- | -- | -- | -- | -- | -- | -- | -- | -- | -- |
| Luogo     | C | T | C  | T  | C  | T  | C  | T  | T  | C  | T  | C  | T  | C  | T  | C  | T  | T  | C  | T  | C  | C  | T  | C  | T  | C  | T  | C  | T  | C  | T  | C  | T  | C  |
| Risultato | V | P | P  | P  | V  | V  | P  | P  | P  | P  | P  | N  | P  | P  | P  | V  | P  | P  | V  | N  | P  | P  | P  | P  | P  | N  | P  | N  | V  | N  | P  | P  | V  | V  |
| Posizione | 7 | 9 | 12 | 15 | 16 | 15 | 12 | 12 | 13 | 13 | 14 | 15 | 16 | 17 | 18 | 15 | 15 | 16 | 16 | 17 | 17 | 17 | 18 | 18 | 18 | 18 | 18 | 18 | 18 | 18 | 18 | 18 | 18 | 17 |

Legenda:

Luogo: C = Casa; T = Trasferta. Risultato: V = Vittoria; N = Pareggio; P = Sconfitta.

### Statistiche dei giocatori
| Giocatore     | Bundesliga | Bundesliga | Bundesliga  | Bundesliga | Coppa di Germania | Coppa di Germania | Coppa di Germania | Coppa di Germania | Totale   | Totale | Totale      | Totale     |
| Giocatore     | Presenze   | Reti       | Ammonizioni | Espulsioni | Presenze          | Reti              | Ammonizioni       | Espulsioni        | Presenze | Reti   | Ammonizioni | Espulsioni |
| ------------- | ---------- | ---------- | ----------- | ---------- | ----------------- | ----------------- | ----------------- | ----------------- | -------- | ------ | ----------- | ---------- |
| J. Kornetzky  | 3          | 0          | 0           | 0          | -                 | -                 | -                 | -                 | 3        | 0      | 0           | 0          |
| M. Miller     | 33         | 0          | 2           | 0          | 3                 | 0                 | 0                 | 0                 | 36       | 0      | 2           | 0          |
| T. Unger      | -          | -          | -           | -          | -                 | -                 | -                 | -                 | -        | -      | -           | -          |
| S. Buck       | 6          | 1          | 1           | 0          | 2                 | 0                 | 0                 | 0                 | 8        | 1      | 1           | 0          |
| S. Celozzi    | 27         | 0          | 1           | 0          | 2                 | 0                 | 0                 | 0                 | 29       | 0      | 1           | 0          |
| D. Drpić      | 16         | 0          | 5           | 0          | -                 | -                 | -                 | -                 | 16       | 0      | 5           | 0          |
| C. Eichner    | 31         | 1          | 5           | 0          | 2                 | 0                 | 0                 | 0                 | 33       | 1      | 5           | 0          |
| M. Franz      | 15         | 2          | 7           | 1          | 2                 | 0                 | 0                 | 0                 | 17       | 2      | 7           | 1          |
| A. Görlitz    | 18         | 0          | 4           | 0          | 1                 | 0                 | 0                 | 0                 | 19       | 0      | 4           | 0          |
| S. Langkamp   | 10         | 1          | 1           | 0          | -                 | -                 | -                 | -                 | 10       | 1      | 1           | 0          |
| T. Sebastian  | 19         | 1          | 2           | 0          | 3                 | 0                 | 0                 | 0                 | 22       | 1      | 2           | 0          |
| M. Stoll      | 10         | 0          | 1           | 0          | 1                 | 0                 | 0                 | 0                 | 11       | 0      | 1           | 0          |
| G. Aduobe     | 22         | 0          | 3           | 0          | -                 | -                 | -                 | -                 | 22       | 0      | 3           | 0          |
| A. Silva      | 28         | 2          | 5           | 0          | 3                 | 1                 | 0                 | 0                 | 31       | 3      | 5           | 0          |
| B. Carnell    | 11         | 0          | 1           | 0          | 2                 | 0                 | 0                 | 0                 | 13       | 0      | 1           | 0          |
| M. Engelhardt | 11         | 0          | 3           | 1          | 1                 | 0                 | 0                 | 0                 | 12       | 0      | 3           | 1          |
| G. Federico   | 15         | 2          | 1           | 0          | 1                 | 0                 | 0                 | 0                 | 16       | 2      | 1           | 0          |
| M. Mutzel     | 25         | 0          | 8           | 0          | 3                 | 0                 | 1                 | 0                 | 28       | 0      | 9           | 0          |
| M. Porcello   | 13         | 2          | 0           | 0          | 2                 | 2                 | 0                 | 0                 | 15       | 4      | 0           | 0          |
| T. Staffeldt  | 8          | 0          | 0           | 0          | 2                 | 0                 | 0                 | 0                 | 10       | 0      | 0           | 0          |
| L. Stindl     | 21         | 4          | 4           | 0          | 1                 | 0                 | 0                 | 0                 | 22       | 4      | 4           | 0          |
| S. Freis      | 34         | 9          | 2           | 0          | 3                 | 1                 | 0                 | 0                 | 37       | 10     | 2           | 0          |
| A. Iashvili   | 23         | 3          | 1           | 0          | 2                 | 2                 | 0                 | 0                 | 25       | 5      | 1           | 0          |
| E. Kapllani   | 20         | 0          | 2           | 0          | 1                 | 1                 | 0                 | 0                 | 21       | 1      | 2           | 0          |
| M. Sağlık     | 7          | 0          | 1           | 0          | -                 | -                 | -                 | -                 | 7        | 0      | 1           | 0          |
| C. Timm       | 21         | 0          | 4           | 0          | 2                 | 0                 | 0                 | 0                 | 23       | 0      | 4           | 0          |
| J. Kennedy    | 23         | 2          | 0           | 0          | 3                 | 0                 | 0                 | 0                 | 26       | 2      | 0           | 0          |